# Studnice u Vyškova
Studnice (deutsch Studnitz) ist eine Gemeinde in Tschechien. Sie liegt 14 Kilometer nordwestlich von Vyškov und gehört zum Okres Vyškov. Die Gemeinde ist Teil der Mikroregion Drahanská vrchovina.

## Geographie
Studnice befindet sich auf der Hochfläche des Drahaner Berglandes in der Quellmulde des Baches Hanice. Nordöstlich erhebt sich die Brda (567 m), im Südosten der Lokýtek (511 m) und westlich der Kojál (600 m). Südlich liegt die mittelalterliche Wüstung Ovčinek, im Südosten die Wüstungen Mechlov (Měchnov) und Schreynern. Im Osten und Süden grenzt das Dorf an den Truppenübungsplatz Březina.
Nachbarorte sind Nová Myslivna, Kluč, Odrůvky, Nové Sady und Březina im Norden, Ferdinandsko im Osten, Rychtářov im Südosten, Doubrava und Ruprechtov im Süden, Podomí und Krásensko im Südwesten, Kulířov im Westen sowie Marianín und Rozstání im Nordwesten.

## Geschichte

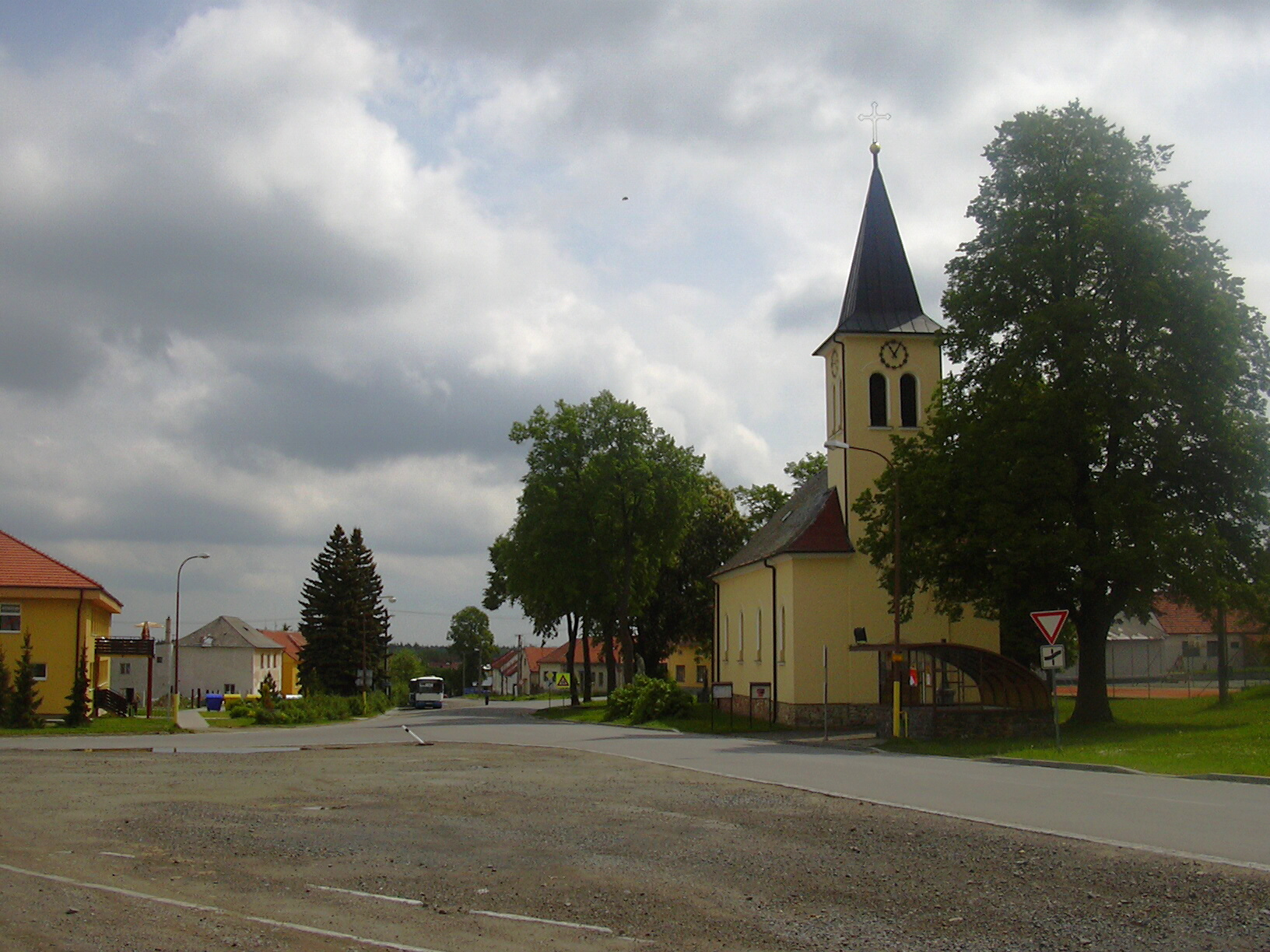
Dorfanger

Die erste urkundliche Erwähnung von Studnitz erfolgte im Jahre 1342 als Besitz der Kateřina von Boskowitz. Sie schenkte mit Zustimmung ihres Sohnes Ješek von Boskowitz der Kirche des hl. Ägidius für das Seelenheil ihres verstorbenen Mannes Hartleb von Boskowitz den Zehnt des Hofes Studnice und des Waldertrages sowie einige Hufen Land in Měchnov. Dies ist zugleich die einzige Erwähnung von Měchnov überhaupt. Beide Dörfer erloschen und die Wüstung Měchnov wurde in der zweiten Hälfte des 20. Jahrhunderts durch Ervín Černý lokalisiert.
Wahrscheinlich in der Mitte des 17. Jahrhunderts erfolgte durch die Herrschaft Vyškov eine Neubesiedlung von Studnice. Aus dem Jahre 1660 datiert der zweitälteste schriftliche Nachweis von Studnice. Gepfarrt war der Ort seit dieser Zeit nach Pustiměř. 1731 weihte Kardinal Wolfgang Hannibal von Schrattenbach die neue Pfarrkirche in Studnice. Der Unterricht der Studnitzer Kinder erfolgte in der Pfarrschule von Pustiměř, später gab der Pustiměřer Lehrer bis zum Bau der ersten Schule in Privathäusern von Studnice Unterricht. Zwei Kilometer nördlich von Studnice wurde 1770 auf Rodeland das Dominikaldorf Odrůvky gegründet. Nachdem das hölzerne Schulhaus niederbrannte, erfolgte 1787 der Wiederaufbau. 1792 lebten in Studnice 457 Menschen und 1834 waren es 492. Im Jahre 1821 erhielt die Schule ein gemauertes Gebäude.
Nach der Aufhebung der Patrimonialherrschaften bildete Studnice mit dem Ortsteil Odrůvky ab 1850 eine Gemeinde in der Bezirkshauptmannschaft Wischau. 1854 hatte die Gemeinde 1027 Einwohner. Im Jahre 1900 lebten 888 Menschen in Studnice. Im Jahre 1909 wurde eine neue Dorfschule eingeweiht. Im Jahre 1940 hatte die Gemeinde 1180 Einwohner. Während der deutschen Besetzung erfolgte 1940 der Beschluss zur Erweiterung des Schießplatzes Wischau zu einem großen Truppenübungsplatz der Wehrmacht. Zu den 33 für die Errichtung des Truppenübungsplatzes Wischau zu räumenden Dörfern gehörte in der zweiten, bis 19. November 1942 zu realisierenden Etappe auch Studnitz und Odruwek. In den 246 Häusern der Gemeinde lebten zu dieser Zeit 1106 Menschen, davon entfielen auf den Ortsteil Studnitz 196 Häuser mit 901 Einwohnern. Nach dem Ende des Zweiten Weltkrieges wurde die Gemeinde wieder besiedelt. Ein Teil der Vertriebenen kehrten nach Kriegsende zurück. Die Hälfte der Häuser war durch die Übungen beschädigt. 1950 hatte die Gemeinde Studnice nur noch 716 Einwohner. Am 1. Mai 1951 erfolgte die Errichtung des Truppenübungsplatzes Březina, dabei wurden 1000 ha zum Kataster von Studnice gehörige Wälder an den Tälern der Velká und Malá Haná dem Militärgebiet zugeordnet. Auf dem nahe gelegenen Hügel Kojál wurde zwischen 1956 und 1958 ein Sendeturm für Fernsehen und Rundfunk errichtet. Im Jahre 1959 entstand der Kindergarten. Am 19. April 2000 zog eine Windhose über die Felder südöstlich des Dorfes, dabei wurden 23 Dächer beschädigt und Bäume umgerissen. Seit 2000 führt Studnice ein Wappen und Banner. Mit Ablauf des Schuljahres 2000/01 endete der Unterricht in Studnice und die Schule wurde zum Wohnhaus umgebaut.

## Gemeindegliederung
Die Gemeinde Studnice besteht aus den Ortsteilen Odrůvky (Odruwek) und Studnice (Studnitz) sowie den Einschichten Nová Myslivna und Kluč.

## Sehenswürdigkeiten

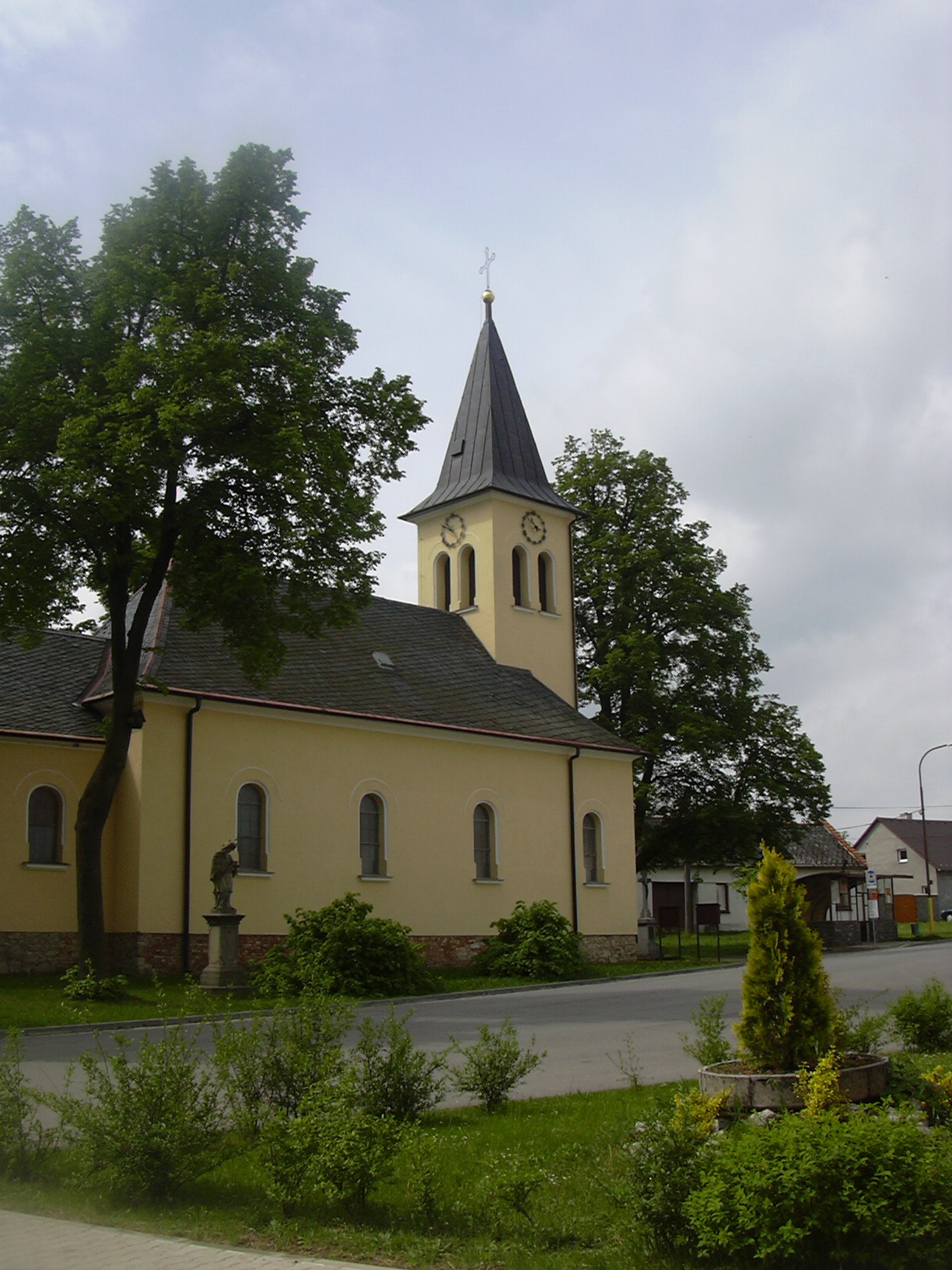
Pfarrkirche des hl. Ägidius

- Pfarrkirche des hl. Ägidius, erbaut 1731. Die Totenglocke im Kirchturm trägt die Jahreszahl 1552. Das Altargemälde des hl. Ägidius ist ein Werk des Prager Malers Josef Hellich aus dem Jahre 1854.
- Statue des hl. Johannes von Nepomuk aus dem Jahre 1831
- Sender Kojál mit 339,5 m hohem Sendemast auf der gleichnamigen Kuppe westlich des Dorfes
- Naturdenkmal Studnické louky, westlich des Ortes